# Werner Luckenbach
Werner Luckenbach (* 12. Januar 1900 in Stettin; † 14. März 1982 in Heidelberg) war ein deutscher Apotheker. Er war langjähriger Kurator des Deutschen Apotheken-Museums und wirkte am Umzug des Museums an seinen heutigen Standort im Heidelberger Schloss mit.

## Leben
Geboren als Sohn eines Stettiner Apothekers, machte er sein Abitur am Stettiner König-Wilhelms-Gymnasium und studierte dann an der Universität Heidelberg Pharmazie und Chemie. 1926 wurde er an der Universität Frankfurt am Main promoviert. Er arbeitete in der Apotheke seines Vaters in Stettin, die er 1936 übernahm. Während des Zweiten Weltkriegs diente er als Heeresapotheker im Generalgouvernement und in Norwegen. 
Nach dem Krieg – seine Heimatstadt Stettin war an Polen gekommen – lebte Luckenbach als Heimatvertriebener in Heidelberg, wo er 1950 die Greif-Apotheke gründete. 
Luckenbach war in den 1950er Jahren zunächst stellvertretender Kurator des 1937 gegründeten Deutschen Apotheken-Museums, das sich nach kriegsbedingter Verlagerung in Bamberg befand. Durch seine Mitwirkung kam der Umzug an seinen heutigen Standort im Ottheinrichsbau des Heidelberger Schlosses zustande, wo es 1957 neu eröffnet wurde. Von 1957 bis zu seinem Tode war Luckenbach ehrenamtlicher Kurator des Museums. 
Von 1965 bis 1971 war Luckenbach Vizepräsident der Deutschen Pharmazeutischen Gesellschaft. 1969 wurde er mit dem  Bundesverdienstkreuz 1. Klasse ausgezeichnet und im gleichen Jahr zum korrespondierenden Mitglied der Real Academia Nacional de Farmacia in Madrid ernannt. 
Luckenbach war verheiratet und hatte drei Söhne und eine Tochter.